# Оброти
Оброти (пол. Obroty, нім. Wobrow) — село в Польщі, у гміні Колобжеґ Колобжезького повіту Західнопоморського воєводства.
Населення — 131 особа (2011).

## Демографія
Демографічна структура станом на 31 березня 2011 року:
|          | Загалом | Допрацездатний вік | Працездатний вік | Постпрацездатний вік |
| -------- | ------- | ------------------ | ---------------- | -------------------- |
| Чоловіки | 61      | 11                 | 45               | 5                    |
| Жінки    | 70      | 11                 | 46               | 13                   |
| Разом    | 131     | 22                 | 91               | 18                   |